# Siderose
Siderose (lat. siderosis) er en ophobning af jern i væv.
Uden nærmere angivelse menes der en asbestose-lignende lungesygdom fremkaldt af jernstøv.
Transfusionssiderose er ophobning af jern, primært i leveren, som følge af gentagne blodtransfusioner.
| Sygdom | Spire Denne artikel om sygdom er en spire som bør udbygges. Du er velkommen til at hjælpe Wikipedia ved at udvide den. |